# ربوردوسا
شهر ربوردوسا (به پرتغالی: Rebordosa) در پارادس مونیسیپالیتی در کشور پرتغال واقع شده‌است. جمعیت این شهر ۱۲٬۱۰۰ نفر است. در تاریخ ۲۶ اوت ۲۰۰۳ به عنوان شهر شناخته شد.